# إريك كال
إريك كال (بالسويدية: Eric Kahl) هو لاعب كرة قدم سويدي، ولد في 27 سبتمبر 2001 في ستوكهولم في السويد. لعب مع أيك سولنا.

## وصلات خارجية
- إريك كال على موقع اتحاد السويد (السويدية)
- إريك كال على موقع قاعدة بيانات كرة القدم.إي يو (الإنجليزية)
- إريك كال على موقع Soccerway.com (الإنجليزية)
- إريك كال على موقع عالم كرة القدم.نت (الإنجليزية)